# فرانسوا لويس توماس فرانسيا
فرانسوا لويس توماس فرانسيا (بالفرنسية: François Louis Thomas Francia)‏ هو رسام فرنسي، ولد في 21 ديسمبر 1772 في كاليه في فرنسا، وتوفي بنفس المكان في 6 فبراير 1839.